# Boris Tišma
Boris Tišma (Zagabria, 20 febbraio 2002) è un cestista croato di formazione spagnola.

## Carriera

### Club
Cresciuto nel Dubrava nell'estate 2015 a soli 13 anni si accada nelle giovanili del Real Madrid. Il 12 gennaio 2020 debutta con i Blancos in Liga ACB, gioca i 44 secondi finali del derby cittadino vinto contro l'Estudiantes per 87 a 72. L'8 marzo dello stesso anno mette a segno il primo canestro, segna l'ultimo canestro del duello vinto per 92 a 70 contro il Saragozza. Nel febbraio 2021 passa in prestito al Real Betis fino alla fine della stagione. Nel luglio 2021 firmando un contratto pluriennale si accasa tra le file del Studentski Centar neopromosso in ABA Liga.
Dopo non aver trovato molto spazio nel Studentski Centar, il 16 dicembre 2022 firma un contratto valido fino al 2025 con lo Spalato prendendo la canotta numero 7 del suo idolo di infanzia Toni Kukoč.

### Nazionale
Con la Croazia under 16 partecipa al FIBA EuroBasket 2017 e vince il FIBA EuroBasket 2018. Con 24 punti messi a segno è il miglior marcatore della finale contro la Spagna, viene inoltre nominato nel quintetto ideale del torneo.